# 拉斯 (曼恩-卢瓦尔省)
拉斯（法語：Lasse，法語發音：[las] ⓘ）是法国曼恩-卢瓦尔省的一个旧市镇，属于索米尔区。2016年1月1日，拉斯和相邻的另外13个市镇合并为新市镇努瓦扬维拉日。

## 地理
拉斯（47°32'12"N, 0°0'39"E）面积28.94 平方千米，位于法国卢瓦尔河地区大区曼恩-卢瓦尔省，该省份为法国西部内陆省份，大致对应安茹地区，北起顺时针与马耶讷省、萨尔特省、安德尔-卢瓦尔省、维埃纳省、德塞夫勒省、旺代省、大西洋卢瓦尔省和伊勒-维莱讷省接壤。
与拉斯接壤的市镇（或旧市镇、城区）包括：欧韦尔斯、安茹地区博热、沙韦涅、热讷泰伊、勒盖德尼欧、安茹地区博热、安茹谷地克莱。

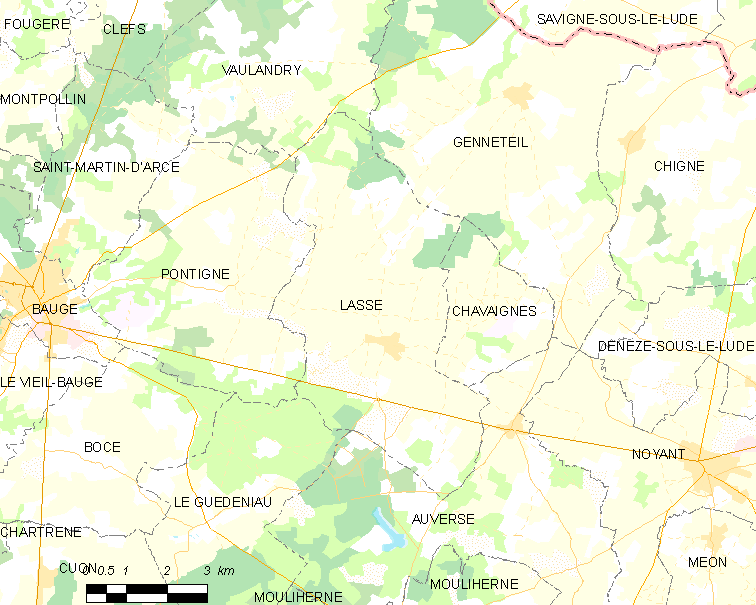
的OSM定位图

拉斯的时区为UTC+01:00、UTC+02:00（夏令时）。

## 行政
拉斯的邮政编码为49490，INSEE市镇编码为49173。

## 政治
拉斯所属的省级选区为安茹地区博福尔县。

## 人口

1962-2008年间人口变化图示

拉斯于2018年1月1日时的人口数量为267人。